# Leptynia attenuata
Leptynia attenuata är en insektsart som beskrevs av C. Pantel 1890. Leptynia attenuata ingår i släktet Leptynia och familjen Diapheromeridae. Inga underarter finns listade i Catalogue of Life.